# Acacia lirellata
Acacia lirellata är en ärtväxtart som beskrevs av A.R.Chapm. och Bruce R. Maslin. Acacia lirellata ingår i släktet akacior, och familjen ärtväxter.

## Underarter
Arten delas in i följande underarter:
- A. l. compressa
- A. l. lirellata